# Montserrat Marañón
Montserrat Marañón (Ciutat de Mèxic; 6 de gener de 1974) és una actriu mexicana, de televisió i teatre, a part de incursionar en el cabaret. És coneguda pel seu paper de «Betzabé» en la comèdia María de Todos los Ángeles.

## Biografia
Es va formar en la facultat de Filosofia i Lletres UNAM en la carrera de Literatura dramàtica i teatre. Alguns dels seus mestres han estat José Caballero (perfeccionament actoral), Enrique Singer (creació de personatge), Alberto Lomnitz (creació de personatge), Boris Schoeman (lectura teatralitzada), Omar Argentino (improvisació), Jesusa Rodríguez (dramatúrgia per a cabaret) entre d'altres.
Va rebre la beca del FONCA 2005-2006 en la categoria Intèrprets Cabaret. Amb aquesta beca, va aconseguir crear el muntatge Memorias de un géiser.
Actua en espectacles de cabaret, alguns al costat de la mestra Jesusa Rodríguez. Des de fa 20 anys és actriu convidada del grup Seña y Verbo (teatre de sords) treballant en muntatges per a nens i adults.
Ha incursionat en teatre comercial amb les obres «La Peregrinación de los aztecas», «La Estética del crimen», «Welles» i «la pura verdad».
Porta vuit anys actuant en projectes de teatre independents com «El Canto del dime-dime», «Goya o los caprichos del juego de la oca» , «Las Metamorfosis».
Des del començament de la seva carrera no ha deixat de fer teatre per a nens. També ha treballat com a compte-contes de CONACULTA. Compagina el seu treball en teatre amb projectes de publicitat.
En televisió, el seu paper més notable és el de Betzabé en la comèdia María de todos los ángeles, al costat de Mara Escalante. Ha actuat en algunes telenovel·les com «El color de la pasión», «El hotel de los secretos», «Amor de Barrio» i Caer en tentación.

## Trajectòria

### Televisin
- María de todos los Ángeles (2009-2013) - Ariadne Betzabé Domínguez[3]
- El color de la pasión (2014) - Brígida de Zúñiga[4]
- Amor de barrio (2015) - Rosa Arriaga de Vasconcelos[5]
- Noches con Platanito (2016) - Invitada
- El hotel de los secretos (2016) - María Reyes de Rangel
- Caer en tentación (2017-2018) - Lisa Ávalos[6]
- La usurpadora (2019) - Montserrat "Monse"
- Nosotros los guapos (2019-2020) - Bertha
- La mexicana y el güero (2020-2021) - La Chabela[7]
- S.O.S me estoy enamorando (2021-2022) - Zulma[8]
- Albertano contra los mostros (2022) - Doña Catita[9]
- La madrastra (2022) - Cándida Núñez de Núñez
- Perdona nuestros pecados (2023) - Flor

### Teatre
- La Peregrinación de los aztecas
- La estética del crimen
- El canto del dime-dime
- Goya o los caprichos del juego de la oca
- La metamorfosis
- Welles
- La pura verdad
- Duende está el misterio
- El buen Sazón
- "La Tía Mariela"
- "Panorama desde el Puente"

### Cinema
- Malos días, mi amor (2006; curtmetratge) - Cucú
- Desde abajo (2015; curtmetratge) - Mariana
- Manual de principiantes para ser presidente (2016) - María Navarro
- Souvenir (2018) - Amalia
- Tiempo compartido (2018) - Gloria Aboytes
- Todas las pecas del mundo (2019) - Yolanda
- Ahí te encargo (2020) - Jackie[10]
- Sexo, pudor y lágrimas 2 (2022)
- Tótem (2023)